# Морж и Плотник
Морж и Плотник (англ. The Walrus and the Carpenter) — стихотворение из книги Льюиса Кэрролла «Алиса в Зазеркалье», прочитанное Алисе персонажами Траляля и Труляля. В английском оригинале состоит из 18 строф общим объёмом 108 строк и по ритмике и строфике соотносится с классической английской балладой.
В качестве первоисточника стихотворения называют балладу Томаса Гуда (1799—1845) «Сон Юджина Арама». Кэрролл сам писал, что сочиняя балладу о морже, плотнике и о съеденных ими устрицах, он не имел в виду никакого конкретного стихотворения. «Размер его вполне ординарен, — писал Кэрролл, — и я не думаю, что „Юджин Арам“ подходит сюда больше, чем многие другие стихотворения, которые я читал и которые написаны тем же размером». Вместо Плотника в стихах могли быть Бабочка или Баронет (все три имени ложатся в размер стиха).
Строки о капусте и королях могут быть связаны с римским императором Цезарем Гаем Аврелием Валерием Диоклетианом Августом. Этот император оставил трон и удалился в провинцию, а когда римляне пришли вновь звать его править империей, он, в соответствии с известным историческим анекдотом, ответил им: «Если бы вы видели, какую я вырастил капусту, вы бы меня не уговаривали».

## В культуре
К стихотворению Кэрролла отсылает известная песня The Beatles «I Am the Walrus» (с англ. — «Я морж»).
Как аллегорические образы, Морж и Плотник присутствуют в книге О. Генри «Короли и капуста». Само название этой книги также выводится из кэролловского стихотворения.
Историк Арсений Богатырёв предположил, что усатый морж мог повлиять на образ Эркюля Пуаро, созданного Агатой Кристи. Причём само стихотворение знаменитый бельгийский детектив цитирует в романе «Часы» (1963).
В фильме Догма падший ангел Локи убеждает монахиню отказаться от служения и присвоить собранные приходом деньги, обосновав, что стихотворение разоблачает религию.